# Cranendonck
Cranendonck (phát âmⓘ) là một đô thị ở phía nam Hà Lan.

## Các trung tâm dân cư
Budel, Budel-Dorplein, Budel-Schoot, Gastel, Maarheeze, Soerendonk.